# Simpang IV Sipin
Simpang IV Sipin is een bestuurslaag in het regentschap Jambi van de provincie Jambi, Indonesië. Simpang IV Sipin telt 14.318 inwoners (volkstelling 2010).